# V (videogioco)
V, a volte sottotitolato The Computer Game o The Game, è un videogioco tratto dalle serie televisive Visitors, pubblicato nel 1986 per Amstrad CPC, Commodore 64 e ZX Spectrum dalla Ocean Software. 
Si controlla Donovan, uno dei protagonisti della serie, introdottosi nell'enorme astronave madre aliena per sabotarla. La trama del gioco non corrisponde in realtà a un evento della trama delle serie, e non compaiono mai i Visitatori come personaggi.
Si tratta di un gioco di azione ed esplorazione, con elementi rompicapo per decifrare i codici dell'astronave.

## Modalità di gioco
Donovan si aggira in un grande labirinto di corridoi con visuale di lato. Sono visibili due corridoi ovvero due piani alla volta, con scorrimento orizzontale (fluido su Commodore 64 e ZX Spectrum, ma a scatti di una schermata alla volta su Amstrad CPC). Un terzo dello schermo, in basso, è occupato dal Communiputer, che rappresenta un'interfaccia portatile usata da Donovan, costituita da tre finestre: messaggi di testo, indicatori di stato e icone di controllo.
L'astronave è costituita da cinque blocchi verticali, collegati da singole porte, ogni blocco è formato da molti piani, e ogni piano è un lungo corridoio interrotto di tanto in tanto da pareti. Lo scenario è in parte generato casualmente, ma almeno su Commodore 64 alla prima partita è sempre lo stesso. L'aspetto estetico dei corridoi è sempre uniforme, e tutti sono accompagnati da costanti rumori di macchinari e bip elettronici, mentre la musica è assente.
L'obiettivo primario è posizionare cinque bombe a orologeria, già in possesso del protagonista, in cinque punti corrispondenti a strutture sensibili dell'astronave, e quindi raggiungere in tempo la navetta per la fuga. I luoghi importanti sono protetti da porte di sicurezza, sotto forma di barriere energetiche, che è necessario disattivare temporaneamente per passare.
I corridoi sono pattugliati da piccoli robot nemici di quattro tipi. Uno di essi è in grado di sparare, altri due sono nocivi solo al contatto, e l'altro è una sentinella che segnala la presenza dell'intruso. La condizione di Donovan è rappresentata da un cardiogramma dove la frequenza del battito aumenta man mano che si viene colpiti dai robot, fino ad arrivare alla sconfitta, ma si può lentamente recuperare col tempo.
Donovan può correre a destra e sinistra e fare salti con capriola finale. Per passare da un piano a un altro adiacente sopra o sotto può usare le apposite piattaforme di teletrasporto. Ha una pistola laser, ma spara solo ad altezza spalla e può colpire solo i robot che fluttuano a mezz'aria; il tipo che si muove a terra e la sentinella che sta sul soffitto sono invulnerabili. Le munizioni inoltre sono limitate ed è necessario ricaricarle da appositi terminali.
Le altre azioni si compiono attivando il Communiputer e selezionando le icone. Queste rappresentano simboli alieni il cui significato non è direttamente comprensibile (nell'edizione Commodore 64 non lo spiega neppure il manuale). I primi sei pulsanti servono a selezionare l'azione, ad esempio piazzare una bomba, ricevere informazioni sulla posizione propria e degli obiettivi, inserire codici per aprire porte di sicurezza. Gli altri sei pulsanti rappresentano le cifre 0-5 nel sistema di numerazione alieno, in base 6, e servono a effettuare selezioni secondarie. In particolare, quando si vuole aprire una porta di sicurezza, nella finestra dei messaggi appare una serie di cifre che è necessario far diventare tutte uguali; ogni pulsante numerico fa scorrere alcune di queste cifre secondo un diverso schema. Anche l'orologio del tempo trascorso è in cifre aliene.
Come obiettivo secondario, sparsi nell'astronave si trovano dei laboratori da cui si ottengono i componenti della formula della "polvere rossa", una tossina nociva per gli alieni presente anche nella serie TV. Se si disperde la sostanza nell'impianto di aerazione si ottiene una diminuzione dell'attività dei robot. In pratica i laboratori forniscono dei numeri in cifre aliene, da sommare e da inserire, sempre in cifre aliene, nel computer dell'impianto di aerazione.

## Accoglienza
V ottenne di solito giudizi abbastanza buoni dalla critica dei suoi tempi, con l'eccezione ad esempio del giudizio negativo di Zzap! (versione Commodore 64). 
Alcune riviste segnalarono che il gioco era divertente, ma non era facile entrare nei suoi meccanismi, anche per via delle istruzioni cartacee che danno poche spiegazioni.
È stata apprezzata l'animazione di Donovan, paragonata a volte a quella del protagonista di Impossible Mission.